# Вест-Амвелл Тауншип (Нью-Джерсі)
Вест-Амвелл Тауншип (англ. West Amwell Township) — селище (англ. township) в США, в окрузі Гантердон штату Нью-Джерсі. Населення — 3005 осіб (2020).

## Демографія
Згідно з переписом 2010 року, у селищі мешкало 3840 осіб у 1102 домогосподарствах у складі 839 родин. Було 1157 помешкань
Расовий склад населення:
| - 82,6 % — білих - 13,4 % — чорних або афроамериканців - 1,5 % — азіатів - 0,1 % — вихідців з тихоокеанських островів - 0,1 % — корінних американців - 1,1 % — осіб інших рас |

До двох чи більше рас належало 1,4 %. Частка іспаномовних становила 4,8 % від усіх жителів.
За віковим діапазоном населення розподілялося таким чином: 16,5 % — особи молодші 18 років, 72,1 % — особи у віці 18—64 років, 11,4 % — особи у віці 65 років та старші. Медіана віку мешканця становила 40,8 року. На 100 осіб жіночої статі у селищі припадало 155,1 чоловіків;  на 100 жінок у віці від 18 років та старших — 165,5 чоловіків також старших 18 років.
Середній дохід на одне домашнє господарство  становив 136 452 долари США (медіана — 103 875), а середній дохід на одну сім'ю — 149 529 доларів (медіана — 114 375). Медіана доходів становила 71 597 доларів для чоловіків та 53 750 доларів для жінок. За межею бідності перебувало 2,3 % осіб, у тому числі 0,8 % дітей у віці до 18 років та 3,8 % осіб у віці 65 років та старших.
Цивільне працевлаштоване населення становило 1519 осіб. Основні галузі зайнятості: науковці, спеціалісти, менеджери — 17,7 %, освіта, охорона здоров'я та соціальна допомога — 14,3 %, фінанси, страхування та нерухомість — 11,2 %, роздрібна торгівля — 11,0 %.